# -leben
Der findes et område af Tyskland, i Thüringen og Sachsen-Anhalt, hvor noge stednavne ender på -leben, og denne endelse kan have forbindelse til de stednavne, som i Danmark ender på -lev.
Den mest kendte by, som slutter på -leben, er Martin Luthers hjemby Eisleben.